# La Malinche
Malinche (conocida también como Malinalli [náhuatl: Malīnalli; ‘hierba’], Malintzin [náhuatl: Malīntzīn; ‘hierba’] o Doña Marina) fue una mujer probablemente totonaca, nacida cerca del año 1500, posiblemente en Painala, poblado desaparecido cerca de Coatzacoalcos, antigua capital olmeca situada entonces al sureste del Imperio azteca, en la región del actual estado de Veracruz. En 1519, fue una de las 20 mujeres cacicas que fueron entregadas a los españoles como esclavas, por los indígenas de Tabasco, derrotados en la batalla de Centla.Jugó un papel importante en la conquista de México como intérprete de Hernán Cortés, con quien tuvo un hijo, Martín Cortés, quien es considerado uno de los primeros mestizos surgidos de la conquista de México. Más tarde, en 1523, Cortés la casó con el español Juan Jaramillo, con quien tuvo a su segunda hija, de nombre María.
La imagen mítica de la Malinche se ha modificado con el tiempo conforme han variado los criterios historiográficos que la han estudiado desde que irrumpió en el proceso de conquista al ser ofrecida como esclava al conquistador hasta más recientemente en que se ha revalorado su aportación a ese proceso que finalmente formó la nueva nación mestiza que hoy es México. Actualmente para una parte de la población de México la Malinche es el estereotipo de la traición, aunque otros la consideran como la víctima por excelencia del choque cultural que se produjo.

## Vida

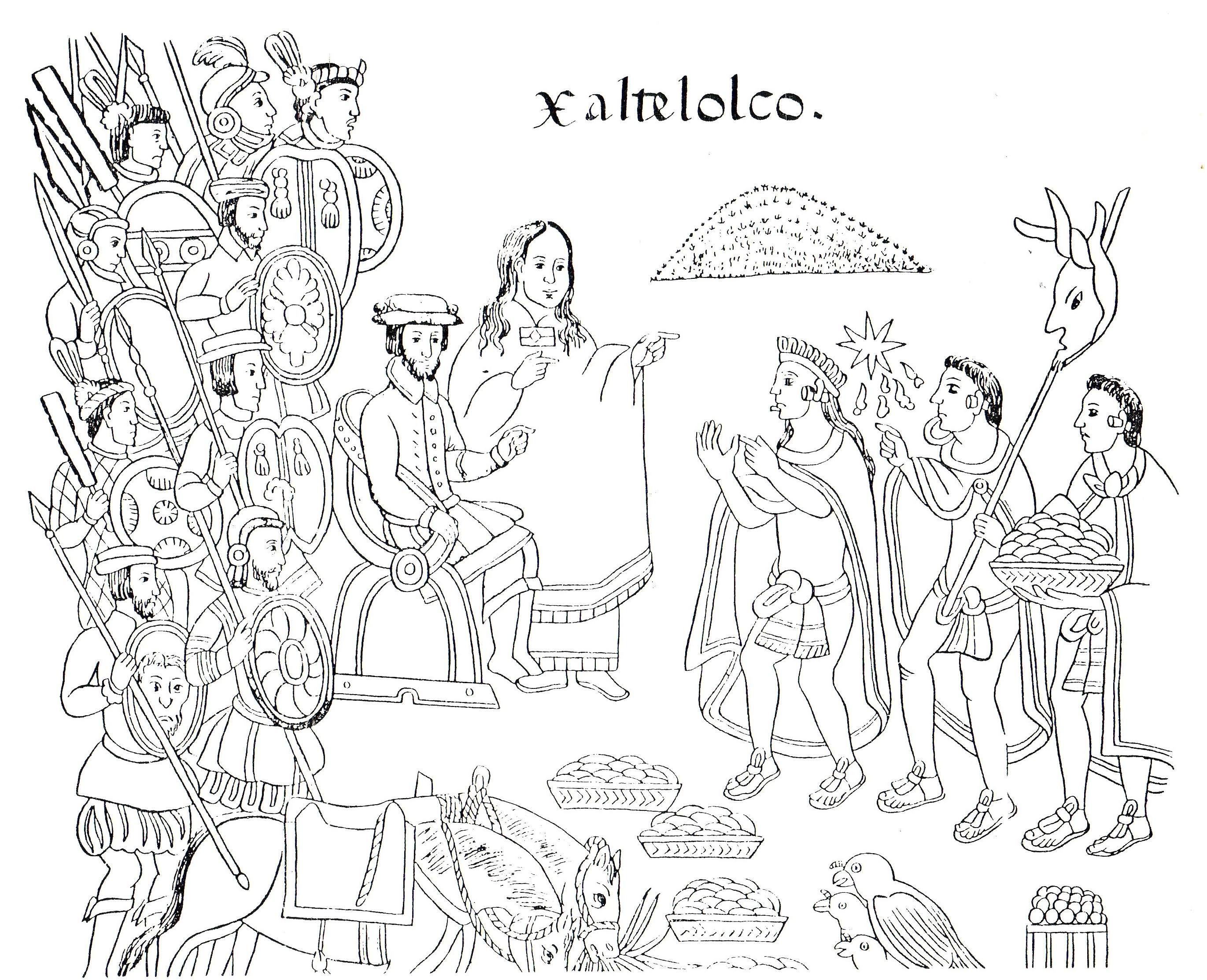
La Malinche traduce la lengua de los mexicas a Cortés. Lienzo de Tlaxcala del

Según Bernal Díaz del Castillo, nació, posiblemente, en las cercanías de Coatzacoalcos proveniente de una familia de caciques ligada a Olutla y Tetiquipaque. Los padres de Malintzin eran señores y caciques de un pueblo llamado Painalá (o Copainalá). Su padre, de acuerdo con el historiador Gómez de Orozco, era cacique de Oluta y Xaltipa y se casó, según la costumbre, con una "señora de vasallos y estados", también de origen noble, llamada "Cimatl", la cual según se dice era «joven y preciosa».
Malintzin nació en los años finales del siglo XV o ya en 1500 en una región que es fronteriza entre los territorios de población náhuatl y el ámbito cultural maya de la región de Tabasco. Su verdadero nombre es desconocido, algunas fuentes señalan que fue nombrada "Malinalli" en honor a la diosa de la hierba, y más tarde “Tenepal” que significa “quien habla con vivacidad”. Después de la muerte de su padre, su madre se volvió a casar y tuvo un hijo, lo cual colocaba a Malinalli como una hijastra incómoda del nuevo marido. Debido a ello, acabó siendo vendida a un grupo de traficantes de esclavos proveniente de Xicalango, una importante región comercial al sureste de México. Tras una guerra entre los mayas de Potonchán y los mexicas de la zona de Xicalango, Malinalli fue cedida como tributo a Tabscoob, cacique maya de Tabasco. Todo esto sucedió cuando Malinalli era muy joven, por lo que pronto llegó a hablar con fluidez la lengua maya-yucateca de sus nuevos amos, además de su idioma materno, el náhuatl. Después de la conquista del Imperio Mexica se le asignó una encomienda.

### La Conquista de México

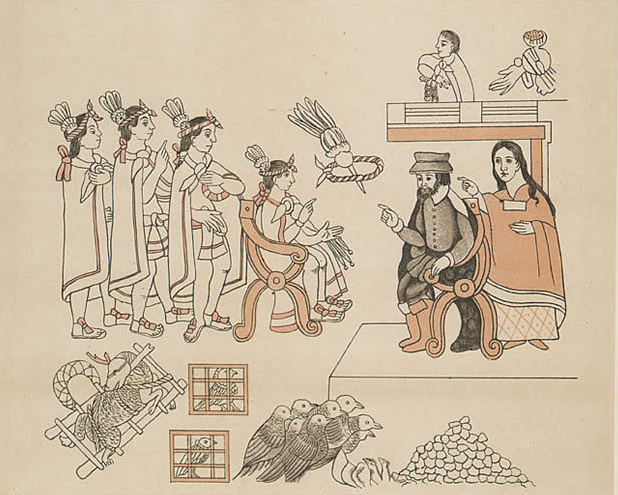
Lienzo de Tlaxcala: Hernán Cortés y Malintzín en su encuentro con Moctezuma II en Tenochtitlan, 8 de noviembre de 1519.

Malinalli fue regalada a Hernán Cortés después de la derrota de los tabasqueños en la Batalla de Centla el 14 de marzo de 1519 junto con otras 19 mujeres, algunas piezas de oro y un juego de mantas. Tras ser bautizada en una ceremonia sumaria con el nombre de «Marina» Cortés, la entregó a Alonso Hernández Portocarrero, uno de los capitanes más reconocidos de la expedición y miembro de la realeza. Sin embargo, poco después de que Portocarrero regresa a España como emisario de Cortés ante Carlos I, Cortés se queda a la Malinche por su valor como intérprete en el idioma maya y el náhuatl. Como complemento, tenía a Gerónimo de Aguilar (un español que había naufragado en el mar Caribe y sobrevivido, residiendo ocho años entre los mayas, encontrado después por Cortés en la isla de Cozumel) que era capaz de realizar la traducción maya-español. Así, con el uso de tres lenguas y dos intérpretes, se llevaron a cabo todos los contactos entre españoles y mexicas, hasta que Malintzin aprendió castellano.
Más allá de su servicio como intérprete, Malintzin asesoró fielmente a los españoles sobre las costumbres sociales y militares de los nativos y realizó tareas de inteligencia y diplomacia, cumpliendo una misión relevante durante la primera parte de la conquista. Ella acompañó tan de cerca a Cortés, que los códices (el Lienzo de Tlaxcala, por ejemplo) siempre la muestran al lado de él.
Tras la caída de Tenochtitlán el 13 de agosto de 1521 y del nacimiento de su hijo Martín Cortés en 1522, Malinalli recibió de Cortés ricas encomiendas auríferas en Jilotepec, se quedó en una casa que Cortés le construyó en Coyoacán, muy cerca de la capital mexica. Posteriormente, en Huiloapan, doña Marina se casaría con Juan Jaramillo, conquistador de gran riqueza y teniente de Cortés, de quien se sabe que tendría otra hija, María Jaramillo. Poco después, Cortés la llevó consigo para calmar una rebelión en Honduras en 1524–26, sirviendo ella nuevamente como intérprete. Es escasa la información sobre Marina después de que se fue a América Central, pero parece que vivió una vida regalada en Ciudad de México, de la que su esposo fue alcalde en 1526, hasta morir alrededor de 1529, contagiada durante una epidemia de viruela que hubo en 1528 o 1529. Se recoge que Jaramillo ya era viudo alrededor 1530, cuando casó de segundas nupcias con Beatriz Andrade.
El historiador Hugh Thomas, en su libro Conquest (también The conquest of Mexico, La conquista de México) afirma que la fecha probable de su muerte es 1551, deduciéndolo por cartas que descubrió en España, que se refieren a ella como aún viva en 1550. Sin embargo, otros autores lo consideran un error, y creen que las mismas cartas en realidad se refieren a otras damas del mismo nombre, Marina Moctezuma (hija del difunto emperador y esposa del conquistador Juan Páez) y Marina Gutiérrez (esposa del tesorero Alonso de Estrada). La hija de Malinche, María Jaramillo, publicó junto con su marido Luis de Quesada en 1547 una Probanza de Méritos de doña Marina que también se refiere a la intérprete como fallecida veinte años atrás, probablemente redondeando la cifra.

### Papel de la Malinche en la Conquista de México

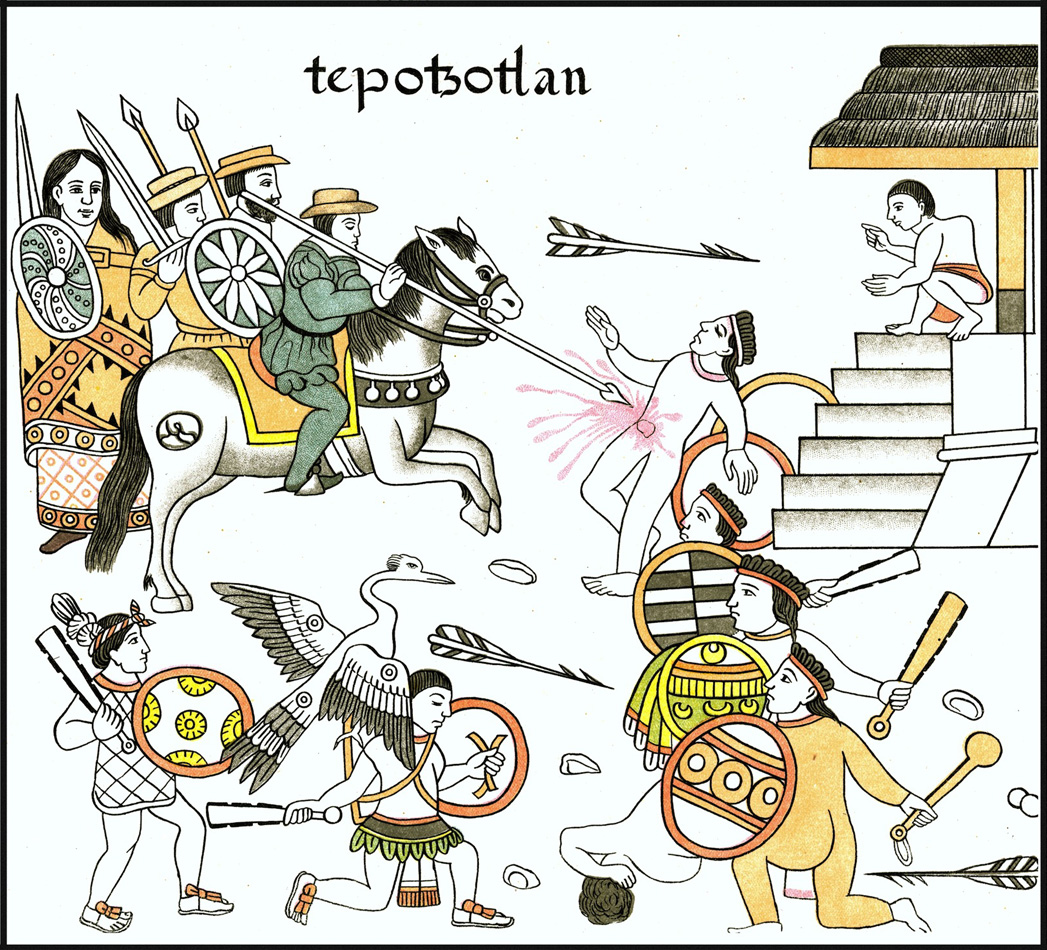
Lienzo de Tlaxcala: Malintzín representada con espada y rodela durante la batalla de Tepotzotlán.

Para los conquistadores, tener una intérprete confiable fue de suma importancia. Así, Bernal Díaz del Castillo, un soldado-escritor a quien debemos la Historia verdadera de la conquista de la Nueva España, habla constantemente de la "gran mujer" doña Marina: "Sin la ayuda de doña Marina, escribe, no hubiéramos entendido los idiomas de la Nueva España y de México". Es evidente que sin un intérprete y "lengua", Cortés no habría podido desarrollar la exitosa política de alianzas que pactó con diversos grupos resentidos contra el imperio mexica. Pero el papel de doña Marina fue mucho más allá que su papel como intérprete, pues sabemos que fue ella quien le dio aviso a Cortés de la peligrosa emboscada que los cholultecas preparaban contra las fuerzas españolas cuando estas, camino a Tenochtitlan, descansaban dentro de su ciudad. Este aviso desató una feroz represalia contra los cholultecas por parte de Cortés. Por su parte Rodríguez de Ocaña, otro conquistador, afirma que después de Dios, la mayor razón para el éxito de la conquista fue Marina.
La evidencia que viene de fuentes indígenas también tiene gran interés, tanto en los comentarios sobre su desempeño, como en el protagonismo que le atribuyen los dibujos de los eventos de la conquista. En el Lienzo de Tlaxcala, por ejemplo, no solo es Cortés raramente dibujado sin Marina, sino que a veces aparece ella sola, aparentemente dirigiendo eventos como una autoridad independiente. Esto sugiere que sus funciones incluían ayudar a Cortés a lograr sus objetivos militares y diplomáticos; papel en el que hizo importantes aportaciones.

## Origen del nombre «la Malinche»
Todas las incertidumbres que se refieren al papel de la Malinche en la conquista española empiezan con su nombre y sus múltiples variantes. Cuando nació, fue nombrada «Malinalli» o «Malinali» en honor a la diosa de la hierba. Poco después, su familia añadió el nombre “Tenepal” que significa «quien habla con mucha vitalidad».
Antes de que 800 mujeres se distribuyeran entre los capitanes españoles para servirles en el campo, Cortés insistió en que debían ser bautizadas. Por lo que Malinalli tomó el nombre cristiano de “Marina”, al cual los soldados de Cortés añadieron el «doña». No se sabe si «Marina» fue elegido por la similitud fonética hacia su propio nombre, o si se escogió al azar entre nombres españoles comunes de ese tiempo, sin embargo, una mala pronunciación náhuatl de su nombre era «Malin», al que después le añadieron el «tzin», formando el nombre «Malintzin», mismo que los nativos usaban para ambos: Cortés y Marina. Malintzin puede ser traducido como «noble prisionera», una posibilidad razonable dado su noble nacimiento y su primera relación con la expedición de Cortés. Dados todas las variaciones al nombre de la Malinche, se puede asumir que su nombre preferido era «Marina» o «doña Marina», ya que ella lo eligió y no ha adquirido las connotaciones negativas que asolaron el nombre “Malinche” después de su muerte.
La palabra malinchismo es utilizada en el México moderno para referirse peyorativamente a personas que prefieren un estilo de vida diferente a su cultura local o una vida con influencias extranjeras. Algunos historiadores interpretan que la Malinche salvó a su pueblo de los aztecas, que tenían una hegemonía en todo el territorio mexicano y demandaban tributos de sus habitantes. También es acreditada por traer el cristianismo de Europa al «Nuevo Mundo», y por su influencia en Cortés para que fuera más humano de lo que habría sido. Sin embargo, por el otro lado se argumenta que, sin su ayuda, la conquista de los aztecas no habría sido tan rápida, lo que les habría brindado suficiente tiempo para adaptarse a las nuevas tecnologías y métodos de guerra. Desde ese punto de vista, Marina es vista como alguien que traicionó a los pueblos indígenas al ponerse del lado de los españoles.

## La figura de la Malinche en el México contemporáneo
La imagen de la Malinche se ha convertido en un arquetipo mítico que los artistas hispanoamericanos han representado mediante diferentes formas de arte. Su figura propaga dimensiones históricas, culturales y sociales de culturas hispanas en América. En tiempos modernos y en varios géneros, es comparada con la figura de la Virgen María, La Llorona, y las soldaderas mexicanas (mujeres que lucharon junto a los hombres durante la revolución mexicana) por sus valientes acciones.
El legado de la Malinche es un mito mezclado con leyenda que toma en cuenta las opiniones opuestas de los mexicanos acerca de la legendaria mujer. Muchos la ven como la figura fundadora de la nación mexicana. Sin embargo, muchos otros ven a la Malinche como una traidora.
En 1960, empezaron las intervenciones feministas hacia la figura de la Malinche. La obra de Rosario Castellanos fue particularmente significativa y, en su posterior poema, la Malinche, la describió no como traidora, sino como víctima. En general, las feministas mexicanas defendieron a la Malinche viéndola como una mujer atrapada entre dos culturas, forzada a hacer decisiones complejas, y que, en última instancia sirvió como madre de una nueva raza.
En 1978, el cantautor mexicano Gabino Palomares compuso la canción La maldición de Malinche, una de las más representativas del movimiento de la Nueva Canción. Esta canción ha sido interpretada y grabada por Los Folkloristas y Amparo Ochoa. En ella denuncia el malinchismo tanto en México como en Hispanoamérica y da cuenta de sus terribles consecuencias en el patrimonio cultural hispanoamericanos y en la experiencia de sus pueblos indígenas.